# Vysoké Studnice
Vysoké Studnice är en ort i Tjeckien.   Den ligger i regionen Vysočina, i den centrala delen av landet, 120 km sydost om huvudstaden Prag. Vysoké Studnice ligger 574 meter över havet och antalet invånare är 345.
Terrängen runt Vysoké Studnice är platt. Runt Vysoké Studnice är det ganska glesbefolkat, med 45 invånare per kvadratkilometer. Närmaste större samhälle är Jihlava, 10,0 km väster om Vysoké Studnice. Omgivningarna runt Vysoké Studnice är en mosaik av jordbruksmark och naturlig växtlighet.